# Camillo Berneri

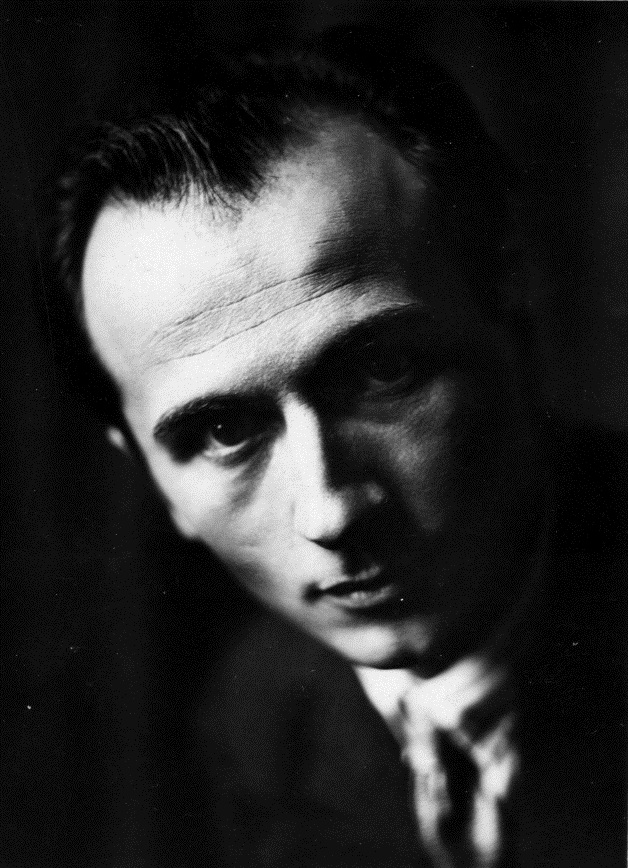
Camillo Berneri

Camillo Berneri (Lodi, 28 mei 1897 - Barcelona, 5 mei 1937) was een Italiaanse professor in de filosofie, anarchistische militant, propagandist en theoreticus. Hij was gehuwd met Giovanna Berneri. Samen hadden ze twee kinderen: Marie-Louise Berneri en Giliane Berneri.
Berneri, een veteraan uit de Eerste Wereldoorlog, professor humane wetenschappen aan de Universiteit van Florence en lid van de Unione Anarchia Italiana, verzette zich tegen de overname van zijn land door het fascistisch bewind. Omwille van zijn toetreding tot het verzet, werd hij gedwongen te vluchten naar Frankrijk, vervolgens naar Zwitserland, Duitsland, België, Luxemburg en uiteindelijk naar Nederland. In al deze landen werd Berneri vaak onder arrest geplaatst en meestal ook het land uitgezet. Het constant onder toezicht staan, weerhield hem er niet van om te schrijven over verschillende onderwerpen, vooral antiklerikale en antifascistische artikelen.
Samen met Carlo Rosselli, organiseerde Berneri de eerste militie van Italiaanse vrijwillige verzetsstrijders om te gaan vechten in de Spaanse Burgeroorlog, tegen de staatsgreep die Francisco Franco trachtte te plegen. In de strijd om Monte Pelado en Huesca vocht Berneri samen met de Spaanse anarchistische groep van Francisco Ascaso en de Italiaanse verzetsbeweging Matteotti Battalion, vernoemd naar de Italiaanse politicus Giacomo Matteotti, die vermoedelijk vermoord werd in opdracht van Benito Mussolini.
Tijdens de Meidagen van 1937 woedden er felle straatgevechten tussen de communisten en de politie aan de ene kant en de anarchisten aan de andere kant. Deze miniburgeroorlog was niet meer dan een afrekening van de politie met de anarchisten. Berneri werd samen met zijn vriend Barbieri, eveneens een gekend anarchist, door politiemensen en leden van de PSUC (pro-Moskoucommunisten) doodgeschoten. Volgens sommige bronnen verliet Berneri net het Telefoongebouw in Barcelona, dat al sinds de staatsgreep in handen was van de anarchisten.

## Voetnoten
1. ↑  Lijst van politieke moorden in Europa in de 20e eeuw